# Cuidado de ancianos

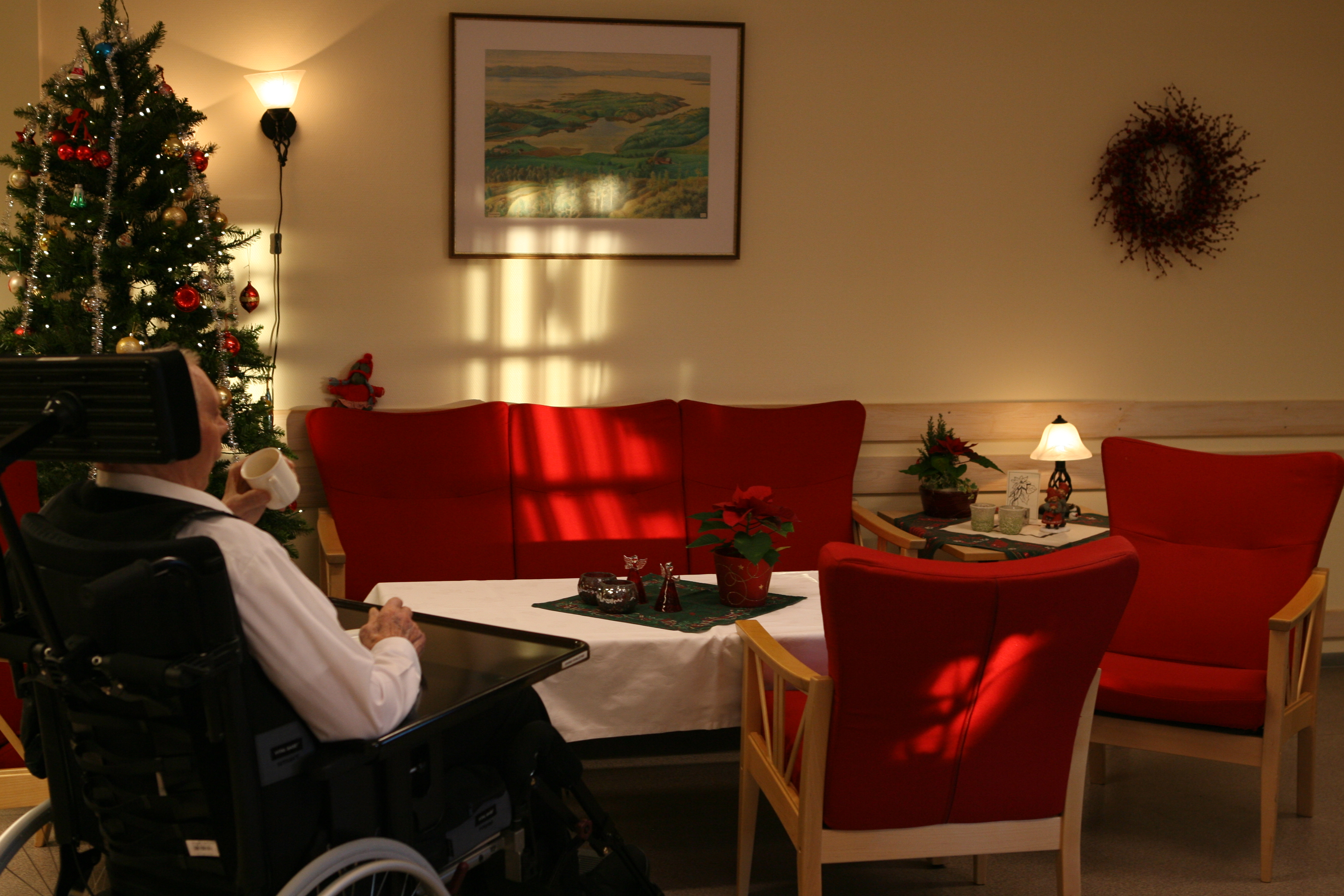
Persona mayor en una residencia en Noruega.

El cuidado de ancianos  es la satisfacción de las necesidades y requisitos especiales que son exclusivos de la tercera edad. Este amplio término abarca servicios tales como la vida asistida, cuidado de adultos, cuidados de larga duración, residencias de ancianos, cuidado en hospicios y atención en el hogar. Debido a la amplia variedad de cuidado de los ancianos que existe en todo el mundo, así como a la diferenciación de las perspectivas culturales sobre los ciudadanos de edad avanzada, no puede limitarse a una sola práctica. Por ejemplo, muchos países de Asia usan el cuidado de ancianos establecidos por el gobierno con muy poca frecuencia y prefieren los métodos tradicionales de ser atendidos por las generaciones más jóvenes de la familia.
El cuidado de ancianos hace hincapié en las necesidades sociales y personales de las personas mayores que necesitan un poco de ayuda con las actividades diarias y el cuidado de la salud, pero que desean envejecer con dignidad. Se trata de una distinción importante, ya que el diseño de la vivienda, los servicios, las actividades, la capacitación de los empleados y como tal debe estar verdaderamente centrada en el cliente. También cabe destacar que una gran cantidad de la atención a nivel mundial de los mayores, entra dentro del sector del mercado sin pagar.